# Adolf und Marlene
Adolf und Marlene is een Duitse film van Ulli Lommel die werd uitgebracht in 1977. 

## Verhaal
Tijdens het bekijken van de film Der blaue Engel wordt Adolf Hitler verliefd op hoofdactrice Marlene Dietrich. Hij beschouwt haar bovendien als de ideale Duitse vrouw. Wanneer hij verneemt dat ze zich geruime tijd geleden in de Verenigde Staten heeft gevestigd doet hij er alles aan om haar terug in Duitsland te krijgen om haar bij zich te hebben.

## Rolverdeling
| Acteur                   | Personage                              |
| ------------------------ | -------------------------------------- |
| Margit Carstensen        | Marlene Dietrich                       |
| Kurt Raab                | Adolf Hitler                           |
| Ulli Lommel              | Josef Goebbels                         |
| Ila von Hasperg          | Eva Braun                              |
| Harry Baer               | Luminsky, de joodse agent van Dietrich |
| Rainer Werner Fassbinder | Hermann                                |
| Volker Spengler          |                                        |
| Brigitte Mira            |                                        |
| Hark Bohm                |                                        |
| Andrea Schober           |                                        |